# La Gainsbarre
La Gainsbarre est une course cycliste française disputée chaque année depuis 2004 au mois d'avril autour de Portbail, dans le département de la Manche. Elle fait partie du calendrier national de la Fédération française de cyclisme.
La Gainsbarre est organisée par Gainsbarre Gislard Organisation, avec l'Avant Garde de La Haye-du-Puits, club cycliste de la Manche. Elle rend hommage au chanteur Serge Gainsbourg, qui avait fait un don de 100 000 francs au club en 1989.
Les éditions 2020 et 2021 sont annulées en raison de la pandémie de Covid-19,. En 2024, la course figure au programme de la Coupe de France N1. 

## Palmarès
| Année     | Vainqueur              | Deuxième                | Troisième          |
| --------- | ---------------------- | ----------------------- | ------------------ |
| 2004      | Dominique Rollin       | Amaël Moinard           | Ludovic Lemaréchal |
| 2005      | Jérémie Galland        | Pierre-Bernard Vaillant | Samuel Lee         |
| 2006      | Jonathan Thiré         | Jérôme Barbey           | Phil Abbott        |
| 2007      | Cyrille Noël           | Jérôme Frémin           | Peter Brouzes      |
| 2008      | Jérôme Barbey          | Jérôme Frémin           | Julien Mesnil      |
| 2009      | Thomas Bouteille       | Evaldas Šiškevičius     | Yann Moritz        |
| 2010      | Renaud Pioline         | Florent Mallégol        | Antoine Gorichon   |
| 2011      | Julian Alaphilippe     | Julien Gonnet           | Cyrille Patoux     |
| 2012      | Damien Le Fustec       | Morgan Lamoisson        | Olivier Le Gac     |
| 2013      | Dimitri Claeys         | Nicolas David           | Erwan Brenterch    |
| 2014      | Charálampos Kastrantás | Alexis Bodiot           | Dimitri Claeys     |
| 2015      | Bryan Alaphilippe      | Cyrille Patoux          | Fabien Schmidt     |
| 2016      | Polychrónis Tzortzákis | Camille Thominet        | Adrien Legros      |
| 2017      | Clément Orceau         | Robin Mertens           | Maxime Moncassin   |
| 2018      | Alan Riou              | Cériel Desal            | Pierre Tielemans   |
| 2019      | Killian Théot          | Gilles Borra            | Aurélien Le Lay    |
| 2020-2021 | annulé                 | annulé                  | annulé             |
| 2022      | Thibaut Madorre        | Adrien Garel            | Loïc Chopier       |
| 2023      | Hugo Millet            | Ludvik Holstad          | Louka Matthys      |
| 2024      | Victor Papon           | Ilan Larmet             | Rayan Boulahoite   |
| 2025      | Alexis Robert          | Matthew Fox             | Manu Guérinel      |